# Dolichoderus explicans
Dolichoderus explicans är en myrart som först beskrevs av W. Foerster 1891.  Dolichoderus explicans ingår i släktet Dolichoderus och familjen myror. Inga underarter finns listade i Catalogue of Life.